# Adinandra parvifolia
Adinandra parvifolia es una especie de planta dentro de la familia de las Theaceae. Es endémica de Malasia. Está amenazada debido a la destrucción del hábitat. 